# ماريكو يوشيدا (مصارعة محترفة)
ماريكو يوشيدا (باليابانية: 吉田万里子؛ بالكانا: よしだ まりこ) هي مصارعة محترفة يابانية، ولدت في 15 فبراير 1970 في Mukaishima, Hiroshima ‏ في اليابان.

## روابط خارجية
- ماريكو يوشيدا على موقع CageMatch worker (الإنجليزية)